# Pentarrhinum gonoloboides
Pentarrhinum gonoloboides là một loài thực vật có hoa trong họ La bố ma. Loài này được (Schltr.) Liede mô tả khoa học đầu tiên năm 1997.